# Chlorophorus tixieri
Chlorophorus tixieri är en skalbaggsart som först beskrevs av Maurice Pic 1902.  Chlorophorus tixieri ingår i släktet Chlorophorus och familjen långhorningar.
Artens utbredningsområde är Laos. Inga underarter finns listade i Catalogue of Life.